# Bus logiciel
 (novembre 2012).
Si vous disposez d'ouvrages ou d'articles de référence ou si vous connaissez des sites web de qualité traitant du thème abordé ici, merci de compléter l'article en donnant les références utiles à sa vérifiabilité et en les liant à la section « Notes et références ».
Pour les articles homonymes, voir Bus.
Un bus logiciel est un composant de connexion logicielle, utilisé par des middlewares comme ORB. Il constitue une couche d'abstraction vis-à-vis des composants physiques d'un système informatique (notamment le réseau informatique hardware), et permet par ce biais de traiter différents composants (ordinateurs ou sous-systèmes) répartis sur un réseau comme s'ils étaient localisés sur un même poste.

## Types de bus
Aux « bus orientés données » inspirés des bus informatiques matériel, mais d'architecture et conception plus classique utilisés pour transmettre directement des données, se sont ajoutés les « bus orientés service », mis en œuvre par l'architecture orientée services, dans lequel transitent des objets plus complexes.